# ロマネスコ

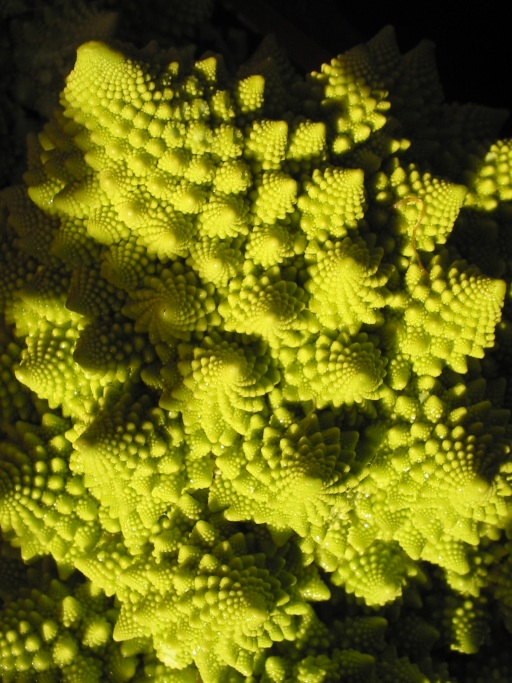
フラクタル形状

ロマネスコ（伊: Broccolo Romanesco）はアブラナ科アブラナ属の一年生植物。カリフラワーの一種である。フラクタル形態のつぼみが特徴の野菜である。

## 概要
日本でのロマネスコという名前は、イタリア語での呼び名である Broccolo Romanesco（ブロッコロ・ロマネスコ、ローマのブロッコリーの意）に由来する。未成熟のつぼみと花梗を食用にし、アブラナ科の野菜の中では比較的穏やかで微かに甘い芳香を放つ。花蕾群の配列がフラクタル形状を示す特徴を持つ。
16世紀にローマ近郊で開発されたとされているが、これには異論もあり、ドイツでも同時期から栽培の記録がある。
色は黄緑色（クリーム色から緑色の中間色）で、姿はブロッコリーに近く背が高めで葉は展開する。一方、頂花蕾のみで側枝は発達せずカリフラワーの性質を示す。味はブロッコリーに近く、食感はカリフラワーに近い。
この様に中間的な性質から、野菜市場、種子市場ともにどちらの品種とするか混乱がある。さらに緑色のカリフラワー（broccoflower）との混同が、これに輪を掛けている。
現状では分類上はカリフラワーだが、呼び名はブロッコリー（英: Romanesco broccoli）が優勢となっている。
ロマネスコの花蕾は幾何学的な配置となっており、個々のつぼみが規則正しい螺旋を描いて円錐を成している。
円錐はさらにそれ自体が螺旋を描いて配列し、これが数段階繰り返されて自己相似の様相を呈する。また、配列したつぼみや円錐の数はフィボナッチ数に一致することも知られている。その形状からサンゴに見立て「黄緑サンゴ」とも称される。

## 生産
1990年頃からフランスのブルターニュ地方などで大規模な栽培が行われ、流通し始めた。1993年以降は冷凍品が広く市場に出回るようになったが、野菜全体に占める取引額はさほど大きなものではない。家庭菜園向けに販売されている品種は、Romanesco Veronica、Minaret、Natalino、Ottobrino、Guiseppe、など数種ある。
日本でも種子が販売されており、その特異な形状に人気がある。なお、立派なフラクタルを形成させるのは容易ではないため中級者向けとされる。

### 日本国内
福岡県と宮城県を中心に全国的に生産・販売されているが、出荷量は少ない。概ね11月下旬～2月上旬頃に出荷される。

## 利用
茹でる、煮る、炒めるなど加熱調理をして食べる。サラダやピクルスなどにも調理される。花蕾が固く締まって小さく、色の綺麗なもの（先端が茶色に変色していないもの）を選ぶと良い。
保存する場合は洗わずにきっちりと包装して冷蔵庫に保存し、4、5日を目処に消費する。調理する前に良く洗い、花蕾の塊ごとに切り分けて柔らかくなるまで加熱する。裏漉ししてピュレにし、牛乳や豆乳と合わせてスープにするのも良い。
日本では「カリッコリー」「カリブロ」「やりがい君」「ドラゴンスパイラル」などの商品名でも販売されている。
栄養価はおおよそブロッコリーなどと同じであるが、ビタミンCの含量は1)ブロッコリー、2)カリフラワー、3)ロマネスコの順。
ロマネスコ1株（93g）あたりの栄養価：
- カロリー - 20kcal
- タンパク質 - 1.88g
- 炭水化物 - 3.9g
- 脂肪 - 0.19g
- 食物繊維 - 2.0g
- ビタミンC - 56mg

## ギャラリー
|  |  |  |

|  |  |  |  |